# Paul Drux
Paul Drux, född 7 februari 1995 i Gummersbach, är en tysk tidigare handbollsspelare (vänsternia/mittnia), som spelade för Füchse Berlin och det tyska landslaget.
Han var med och tog OS-brons 2016 i Rio de Janeiro.